# 宋慶雅
宋慶雅（韓語：송경아，1980年11月3日—）是韩国的著名模特兒。

## 學歷
- 同德女子大學 广播娱乐（学士）
- 弘益大学研究院 文化艺术經營（硕士课程 在學）

## 模特兒活动

### 杂志

#### 韓国
- Noumero ， 美麗佳人 ， Vogue ， Ang ， Allure ， Elle ， Cosmopolitan ， Harpers Bazaar ， GQ ， W等

#### 其他
- Vogue Italy ， Vogue China等

### 時裝秀
- Guess ， Kenzo ， Gucci ， Cartier ， Nike ， Dax ， Diesel ， Louis Vuitton ， Mark Jacobs ， Mandarina Duck ， Modern Creation Munich ， Bulgari ， Vivienne Westwood ， 菲拉格慕 ， Chanel ， Celine ， Adidas ， Jorge Armani ， Calvin Klein ， DKNY等。

## 其他演藝活动

### 电视节目

#### 戲劇
- 2023年：Netflix《絕世網紅》（特別出演）

#### 主持
- 2006： Mnet 《I am a Model》
- 2010： On Style 《Next Creator》
- 2012： KBS2 《生活的發現》
- 2012： XTM 《英雄穿著西装》
- 2013： Fachion N 《Follow Me 2》
- 2014： Story On 《Art Star Korea》

#### 其他
- 2010： OnStyle 《패션 오브 크라이 시즌1》
- 2011： KBS1 《명작 스캔들》
- 2014： SBS 《Running Man》 E179 & E180
- 2016： MBC 《My Little Television》
- 2017~2018： MBN 《你好，有房吗？》
- 2019： KBS2 《Perfume》 客串
- 2019： Channel A 《為什麼來我家》 嘉賓
- 2021： SBS 《環環相扣的老故事》 第二季 E09

### 著作
- 2006：《时装模特宋慶雅，抢夺纽约》
- 2010：《Kiss me, Travel》
- 2011：《TOP MODEL》